# Canthonella isabellae
Canthonella isabellae là một loài bọ cánh cứng trong họ Bọ hung (Scarabaeidae).